# Personnages de Babylon 5
Cet article présente succinctement les personnages de la série Babylon 5

## Principaux

### Commandant Jeffrey Sinclair
C'est le premier commandant de la station Babylon 5, directement choisi par les Minbaris. Il dirige la station durant la première saison; mais à la mort du président Santiago, il est nommé ambassadeur de l'Alliance Terrienne auprès de la Fédération Minbarie, encore une fois à la demande des Minbaris. Il prendra la tête de l'Anla'shok (Rangers en terrien), avant de finalement remonter le temps sur un millénaire pour aider les Minbaris à gagner la première guerre contre les Ombres.

### Capitaine John Sheridan
C'est le second commandant de Babylon 5, particulièrement méprisé par les Minbaris pour avoir pulvérisé le croiseur Drala Fi (Black Star en terrien) au cours de la guerre entre leurs deux peuples. Il s'opposera petit à petit à la dictature grandissante du régime Clark, et finira par mener l'insurrection au cours de la guerre civile terrienne. Il conduira également la guerre contre les Ombres et leurs disciples, les Drakhs et formera l'Alliance Interstellaire, dont il devient le premier président. À la fin de sa vie, il rejoindra les Ombres et les Vorlons au-delà de la galaxie et des limites connues de l'univers.

### Commandant Susan Ivanova
C'est le commandant en second de Babylon 5, qui supervise donc la gestion quotidienne de la station. Elle est connue pour son caractère parfois intraitable: elle menaça ainsi d'enfermer les Ambassadeurs venus se plaindre dans le réacteur nucléaire de la station; de même, devant la performance mitigée des pilotes à l'entraînement, elle menaça de remplacer les munitions d'exercice par des munitions réelles. Elle finira par développer une relation amoureuse avec Marcus Cole, mais le sacrifice de ce dernier lui brisera le cœur. Elle finira par demander sa mutation au commandement du destroyer EAS Titan.

### Major Michael Garibaldi
C'est le chef de la sécurité de Babylon 5, et mène à ce titre les enquêtes criminelles importantes. Par conséquent, il découvrira plusieurs complots, dont un contre Sinclair, et un coup d'État qui mettra le régime Clark en place. Il sera capturé par les Ombres, puis subira une manipulation mentale par l'agent Alfred Bester pour faire plonger Sheridan dans un piège du régime Clark. Peu après, il démissionnera de son poste de chef de la sécurité et deviendra Directeur des Renseignements de l'Alliance Interstellaire. Mais ayant sombré dans l’alcoolisme lorsqu'il découvrit l'ampleur de la manipulation de Bester, il sera contraint de quitter son nouveau poste avant de se soigner et de prendre la direction des Industries Edgars.

### DrStephen Franklin
C'est le médecin-chef de Babylon 5, à la tête de l'hôpital et chargé des opérations médicales. Spécialiste en xénobiologie, il est fasciné par les aliens, et dispose de vastes connaissances sur leur anatomie. Rapidement, il devient accros aux stimulants pour faire face à la charge de travail de son poste, mais parviendra finalement à se sevrer. Il aidera le Capitaine Sheridan dans sa lutte contre le régime Clark, notamment en tant qu'agent de liaison avec la Résistance Martienne. Après la guerre civile terrienne, il devient le directeur de l'Institut de Xénobiologie de l'Alliance Terrienne.

### Ambassadrice Delenn
Delenn est l'ambassadrice de la Fédération Minbarie auprès de Babylon 5 et secrètement membre du Conseil Gris, la plus haute autorité des Minbaris. Elle aidera le Capitaine Sheridan, qu'elle finira par épouser, à diriger la guerre contre les Ombres et mettra un terme à la guerre civile minbarie. Elle succèdera à Sinclair à la tête de l'Anla'shok; succédant également à Sheridan comme présidente de l'Alliance Interstellaire.

### Ambassadeur Londo Mollari
C'est l'ambassadeur de la République Centaurie auprès de Babylon 5. Bon ami avec Garibaldi, il passe le plus clair de son temps à se chamailler avec G'Kar. Approché par les Ombres, il collaborera avec cette race, déclenchant la Guerre Centauri-Narn. En outre, il s'alliera avec Lord Refa, participant à un complot pour renverser l'Empereur Turhan et installer son neveu Cartagia. Mais de plus en plus mal à l'aise avec les Ombres, il rompra ses liens avec eux, et finira par se retourner contre ses anciens alliés quand il se rendra compte que ceux-ci on encouragé la folie du nouvel Empereur centauri, qu'il assassinera. Devenu Premier Ministre puis Empereur, il sera contraint de se soumettre aux Draks, disciples des Ombres, et de les aider à répandre le Chaos.

### Ambassadeur G'Kar
C'est l'ambassadeur du Régime Narn auprès de Babylon 5, qui passe le plus clair de son temps à se chamailler avec Londo Mollari. Après la destruction d'une importante base militaire, il découvre le retour des Ombres. À la suite de la Guerre Centauri-Narn, il sera déchu de son rang et se mettra sous la protection de Sheridan, tout en cherchant à monter une résistance contre les Centauris. Capturé par ces derniers, il s'alliera finalement avec Londo pour mettre un terme à l'occupation de Narn Prime. Après la libération de son monde, il deviendra le garde du corps de Londo. Il rédigera un livre qui décrit son expérience personnelle et qui deviendra un best-seller au point de faire de lui un véritable messie pour son peuple. Ne pouvant supporter la dévotion religieuse des Narns à son égard, il partira en pèlerinage à travers la Galaxie.

### Marcus Cole
C'est un Ranger, membre de l'Anla'shok chargé de la lutte contre les Ombres et un ami du Dr Franklin. Sa famille a des racines bretonnes (il connait ainsi la légende d'Arthur et de ses Chevaliers de la Table Ronde) et il est d'un naturel joyeux, voire malicieux. Il se rapprochera du Commandant Ivanova avec qui il entretiendra une relation sentimentale. Mais quand Susan est grièvement blessée au cours d'une bataille lors de la guerre civile terrienne, il donnera sa vie pour la sauver.

### Ambassadeur Kosh Naranek
C'est l'ambassadeur de l'Empire Vorlon sur Babylon 5. D'un naturel très énigmatique, il participe peu aux activités de Babylon 5. Cependant, le Capitaine Sheridan le marquera au point qu'il fera de lui son disciple pour combattre les Ombres. Face au retour de ces derniers, il restera en retrait, mais Sheridan le convaincra de s'impliquer dans la guerre qui s'étend. Cette implication aura toutefois des conséquences tragiques puisqu'il sera tué par les Ombres en représailles. Après son décès, il sera provisoirement remplacé par l'Ambassadeur Ulkesh Naranek jusqu'au départ des Vorlons.

### Capitaine Elizabeth Lockley
C'est le troisième commandant de Babylon 5, ainsi que l'ex-femme de Sheridan, qui l'a personnellement choisi pour ce poste. Ayant souffert d'alcoolisme, elle aidera Garibaldi à se sortir de sa propre dépendance. Elle gèrera la crise des télépathes renégats de Byron Gordon, et aidera Sheridan dans sa lutte contre les Drakhs, les disciples des Ombres.

## Secondaires

### Lennier
C'est l'assistant de Delenn. D'un naturel plutôt timide, il prendra progressivement de l'assurance. Il est également curieux, ce qui lui vaudra de semer un belle pagaille sur la station avec Mollari quand l'ambassadeur centauri l'entrainera dans les bars et casinos. Il finira par tomber amoureux de Delenn, mais cet amour n'étant pas réciproque, il s'engagera au sein de l'Anla'shok.

### Vir Cotto
C'est l'assistant de Londo Mollari. Il a été assigné à ce poste parce que d'une part, sa famille le considérait comme un handicap dont il fallait se débarrasser, et d'autre part parce que le poste était considéré comme une farce. Mais quand ce dernier deviendra plus prestigieux, Vir sera rappelé pour être transféré, mais Mollari opposera son transfert avec virulence. Il sera par après nommé ambassadeur auprès de la Fédération Minbarie à la demande de Londo, qui veut ainsi l'éloigner des machinations de la cour impériale centaurie; mais il sera rétrogradé assistant de Mollari quand ce dernier découvrira que Vir s'est servi de sa position diplomatique pour faire évacuer des Narns des camps de concentrations centauris. Il finira par succéder à son patron comme ambassadeur sur Babylon 5.

### Na'thoh
C'est l'assistante de G'Kar. Elle aidera ce dernier à se débarrasser d'un assassin, puis à empêcher de jeunes Narns de commettre de sanglantes représailles contre des Centauris à la suite de la Guerre Centauri-Narn. Elle sera capturée lors de la conquête de Narn Prime et emmenée dans les geôles du palais impérial où elle y sera oubliée, avant d'être découverte par G'Kar et Mollari, qui organiseront son évasion.

### Talia Winters
C'est une télépathe commerciale du Corps Psi sur Babylon 5. Elle est chargée de s'assurer de la transparence et de l'honnêteté des parties au cours de négociations commerciales. Elle a eu des relations avec deux télépathes, dont un mariage autorisé par le Corps Psi qui s'est fini en divorce. Elle se rapprochera de Garibaldi, qu'elle rencontrera en lui permettant d'empêcher Mollari d'aller trucider G'Kar. Mais il s'avèrera qu'une personnalité dormante appelée "Contrôle" a été implantée en elle, personnalité qui prendra le dessus et la conduira a tenter de commettre un assassinat.

### Lyta Alexander
Prédécesseuse de Talia sur Babylon 5 en tant que télépathe commerciale du Corps Psi. Après avoir examiné l'esprit de Kosh, elle sera attirée par l'espace Vorlon qu'elle rejoindra. Elle sera affectée comme assistante auprès de l'Ambassadeur Kosh, puis de l’Ambassadeur Ulkesh. Après leurs décès et le départ des Vorlons de la galaxie, elle réintègrera le Corps Psi avant d'entamer une relation sentimentale et charnelle avec Byron Gordon, un télépathe renégat qui sera exécuté par Alfred Bester. Dès lors, elle mènera l'insurrection contre le Corps Psi avant d'accompagner G'Kar dans son pèlerinage galactique.

### Sergent Zack Allan
C'est le second de Garibaldi. Lorsque le régime Clark prendra le pouvoir, il rejoindra la Garde de Nuit pour l'incitant financier, mais sera très vite mal à l'aise devant les mesures de plus en plus liberticides qu'elle impose. Finalement il finira par la quitter et par participer à son expulsion de la station. À la suite de la capture et de la démission de Garibaldi comme chef de la sécurité, il lui succèdera dans ces fonctions. Il sera le dernier commandant de la station Babylon 5, chargé de superviser les dernières phases de son démantèlement définitif.

### Alfred Bester
Il s'agit d'un agent spécial du Corps Psi, chargé de traquer les télépathes renégats, intervenant pour retrouver des télépathes en fuite. Il joue un jeu trouble avec l'équipage de Babylon 5, qui se méfie de lui, en particulier Garibaldi. Quand ce dernier finira entre les mains du Corps Psi, Bester décide de le prendre en charge personnellement et de le "reprogrammer" pour en faire un agent triple au service du Corps Psi, tout en s'assurant que Garibaldi ne puisse lui faire du mal. C'est lui qui exécutera Byron Gordon, faisant de lui un martyr et déclenchant involontairement l'insurrection contre le Coprs Psi.

### Général William Hague
Il s'agit du Chef d'État-Major des Forces Terriennes. Il a nommé Sheridan sur Babylon 5 afin qu'il puisse évaluer la loyauté de l'équipage envers la Terre. Lors de la capture de Sheridan, il mobilisera d'importants moyens pour le retrouver et le débriefer. Quand le régime Clark se transformera en une dictature brutale, il prendra la tête de l'insurrection contre le Régime, mais sera tué en tentant de rejoindre Babylon 5.

### Mr Morden
C'est l'émissaire des Ombres. Il se rend auprès des ambassadeurs pour trouver un associé digne de ses employeurs et trouvera cette personne avec Londo Mollari. Il interviendra pour proposer l'assistance des Ombres, particulièrement au cours de la Guerre Centauri-Narn. Il sera gravement irradié lors de la frappe nucléaire contre Za'd'hum, mais continuera de servir les Ombres sur Centauri Prime. Quand Mollari se retournera contre les Ombres, il assistera impuissant à leur atomisation et sera exécuté peu après.

### Byron Gordon
Il s'agit du chef d'une communauté de télépathes ayant fui le Corps Psi. C'est l'ancien coéquipier de Bester, qui quitta le Corps quand il découvrit que ses membres n'hésitaient pas à massacrer des civils non-télépathes par haine et mépris envers les humains normaux. Il s'établira avec sa communauté sur Babylon 5, où il entamera une relation sentimentale et charnelle avec Lyta Alexander. Mais quand les télépathes découvrent qu'ils sont issus d'expériences génétiques des Vorlons, qui voulurent faire d'eux des armes dans leur guerre contre les Ombres, ils décidèrent donc d'espionner les esprits des ambassadeurs de l'Alliance Interstellaire afin de découvrir les secrets des différents gouvernements pour ensuite menacer de les révéler s'ils n'obtiennent pas une planète à eux. Pour toute réponse, les ambassadeurs firent appel au Corps Psi, qui extermina la communauté de télépathes. Byron Gordon fut exécuté par son ancien coéquipier Alfred Bester, ce qui fit de lui un martyr et déclencha l'insurrection contre le Corps Psi.

### Lieutenant David Corwin
C'est le responsable du dôme de commande de Babylon 5. Il assiste le Commandant Ivanova dans sa gestion du trafic spatial en provenance et à destination de la station et active la grille de défense de la station en cas d'attaque. Il soutiendra Sheridan dans sa lutte contre le régime Clark et sera responsable de la station pendant que l'équipe de commandement mène la lutte contre la dictature terrienne. À l'arrivée du Capitaine Lochley et de l'Alliance interstellaire, il sera promu commandant en second de Babylon 5 et deviendra également officier de liaison entre le personnel de l'Alliance Terrienne et celui de l'Alliance Interstellaire.

### Ambassadeur Ulkesh Naranek
C'est l'ambassadeur de l'Empire Vorlon auprès des Minbaris. À la mort de Kosh, il le remplacera sur Babylon 5 tout en se faisant passer pour lui. Cependant, il est beaucoup plus dur que son prédécesseur (ainsi, il n'hésitera pas à s'en prendre physiquement à son assistante Lyta Alexander quand elle fera preuve de désobéissance et ne lui laissera pour tout mobilier qu'un simple matelas). Il refusera de changer la nouvelle politique de l'Empire Vorlon envers les serviteurs des Ombres, cette dernière consistant à génocider toutes les races qui suivent les Ombres. Il sera éliminé par ce qui reste de l'esprit de Kosh.